# バスケットボールボスニア・ヘルツェゴビナ代表
バスケットボールボスニア・ヘルツェゴビナ代表（Bosnia and Herzegovina national basketball team）は、ボスニア・ヘルツェゴビナバスケットボール連盟により国際大会に派遣されるボスニア・ヘルツェゴビナのバスケットボールナショナルチームである。

## 歴史
ユーゴスラビアから独立後の1992年にナショナルチームを結成。
予選を勝ち上がり、ユーロバスケット2022（英語版）出場を決めていたが、バスケットボール連盟の財政難により大会開幕直前には参加が危ぶまれたものの、政府から資金援助を受けることにより大会参加が可能となった。

## 過去の成績
- オリンピックの成績
  - 出場なし
- W杯の成績
  - 出場なし
- 欧州選手権の成績
  - 8位(1993)

## 現在の代表メンバー
ユーロバスケット2025代表候補ロスター
- ユスフ・ヌルキッチ
- ジャナン・ムサ
- ルカ・ガーザ
- ザビエル・カスタネダ（英語版）
- アマル・アリベゴヴィッチ
- エディン・アティッチ
- ミラレム・ハリロヴィッチ
- アマル・ゲギッチ
- アイディン・ペナヴァ
- アレクサンダル・ラジッチ
- サニ・チャンパラ
- アイディン・ヴラバツ
- アドナン・アルスラナギッチ
- ケナン・カメニャス
- イスメット・セイフィッチ
- ファフルディン・マンユガフィッチ
- マーカス・ロンチャル
- アシム・グティッチ
- タリク・フレリャ
- ハリス・デラリッチ
- コスタ・コンディッチ
- ニェゴシュ・シキラシュ
- ヤスミン・ヤクポヴィッチ
- アムサル・デラリッチ

## 代代表選手
- ユスフ・ヌルキッチ
- ジャナン・ムサ
- ミーザ・テレトヴィッチ
- ジョン・ロバーソン
- ミラレム・ハリロビッチ
- アマール・ゲギッチ
- エディン・アティッチ
- サニ・チャンパラ
- アイディン・ペナヴァ

## 歴代代表ヘッドコーチ
- アレクサンダル・ペトロヴィッチ （2012-2013）
- ヴェドラン・ボスニッチ（2018-2022）